# Inglis (Oregon)
Inglis az Amerikai Egyesült Államok északnyugati részén, Oregon állam Columbia megyéjében elhelyezkedő önkormányzat nélküli település.
Névadója John E. Inglis, az 1902. szeptember 30-án megnyílt posta első vezetője. A hivatal 1910-ben bezárt, majd 1914 és 1918 között újra működött.

## Fordítás
- Ez a szócikk részben vagy egészben  az   Inglis, Oregon című angol Wikipédia-szócikk ezen változatának fordításán alapul.  Az eredeti cikk szerkesztőit annak laptörténete sorolja fel. Ez a jelzés csupán a megfogalmazás eredetét és a szerzői jogokat jelzi, nem szolgál a cikkben szereplő információk forrásmegjelöléseként.